# Gorni (Novorosíisk, Krasnodar)
Gorni (del ruso: Горный) es un jútor de la unidad municipal de la ciudad de Novorosíisk del krai de Krasnodar, en el sur de Rusia. Está situado a orillas del río Bakanka, constituyente del río Adagum, 16.5 km al noroeste de Novorosíisk y 99 km al suroeste de Krasnodar, la capital del krai. Tenía 399 habitantes en 2010
Pertenece al municipio Verjnebakanski.

## Lugares de interés
Al norte de la población se halla el monasterio ortodoxo de San Teodosio del Cáucaso.

## Transporte
Por la localidad pasa la carretera A146 Novorosíisk-Krasnodar.